# Championnat de France féminin de handball de deuxième division 2018-2019
Navigation
Division 2F 2017-2018 Division 2F 2019-2020
Le Championnat de France féminin de handball de deuxième division 2018-2019 est la quarante-huitième édition de cette compétition. Le championnat de deuxième division de handball est le deuxième plus haut niveau du championnat de France de ce sport. 
À la fin de la saison, le Mérignac Handball est déclaré champion de France pour la seconde saison consécutive. Possédant cette fois-ci le statut VAP, Mérignac est promu en LFH. À l'inverse, l'AS Cannes Mandelieu, l'Entente Noisy Gagny, le Lomme Lille MH et le Bergerac 2P HB sont relégués en Nationale 1.

## Modalités
Pour cette saison, une nouvelle formule est mise en place avec le passage de 12 à 16 clubs. Au cours de la première phase, les équipes sont réparties dans deux poules de 8. Au terme des 14 journées en matchs aller / retour, les quatre premiers de chaque groupe sont qualifiés pour la poule haute, tandis que les quatre derniers disputent la poule basse. 
En poule haute et poule basse, les clubs conservent les points décrochés face à leurs trois adversaires du premier tour et disputent 8 nouvelles journées. 
À la fin de la saison, le titre de champion de France de D2F est décerné au club qui termine en tête de la poule haute. Parmi les clubs ayant le statut VAP, le mieux classé de cette poule haute est sportivement qualifié en LFH, sous réserve de respecter le cahier des charges de participation à la LFH. En vigueur depuis la saison 2012-2013, ce dispositif vise à baliser et sécuriser le chemin vers la LFH pour consolider la professionnalisation du handball féminin français. Il concerne les clubs de D2F désireux de se structurer et ambitionnant, à plus ou moins court terme, d’accéder en LFH et qui s’engagent en conséquence à répondre volontairement à un cahier des charges intermédiaire, palier avant une intégration en LFH. Ce statut de club VAP est accordé par la CNCG après examen de la situation du club de D2F au regard des différents critères du cahier des charges VAP (de même nature que ceux du cahier des charges LFH). Tous les clubs qualifiés en D2F peuvent solliciter le statut VAP, qu’ils accèdent de N1, descendent de LFH ou se soient maintenus en D2. Le statut est accordé par saison sportive et il n’y a aucune attribution automatique d’une saison sur l’autre, ni à un club relégué de LFH.
En poule basse, les quatre derniers clubs sont relégués en Nationale 1.

## Équipes participantes
| \| Noisy-le-Gd Octeville Le Havre Vaulx-en-Velin Aulnoye-Aymeries Achenheim · Truchtersheim Saint-Maur Lomme La Rochelle Mérignac Plan-de-Cuques Celles/B. Bouillargues Le Pouzin Bergerac Cannes \| Localisation des clubs engagés dans le championnat. |
| Noisy-le-Gd Octeville Le Havre Vaulx-en-Velin Aulnoye-Aymeries Achenheim · Truchtersheim Saint-Maur Lomme La Rochelle Mérignac Plan-de-Cuques Celles/B. Bouillargues Le Pouzin Bergerac Cannes                                                           |

| Club                               | Localisation                                                                | Classement de 2017-2018 | Poule | VAP |
| ---------------------------------- | --------------------------------------------------------------------------- | ----------------------- | ----- | --- |
| Le Havre AC Handball               | Normandie, Seine-Maritime, Le Havre                                         | 12e de LFH              | 1     | Oui |
| Entente Noisy/Gagny                | Île-de-France, Seine-Saint-Denis, Noisy-le-Grand et Gagny                   | 5e de D2                | 1     |     |
| ASUL Vaulx-en-Velin                | Auvergne-Rhône-Alpes, Métropole de Lyon, Vaulx-en-Velin                     | 7e de D2                | 1     |     |
| Sambre Avesnois Handball           | Hauts-de-France, Nord, Aulnoye-Aymeries                                     | 8e de D2                | 1     |     |
| HB Octeville-sur-Mer               | Normandie, Seine-Maritime, Octeville-sur-Mer                                | 9e de D2                | 1     |     |
| Achenheim Truchtersheim Handball   | Grand Est, Bas-Rhin, Achenheim et Truchtersheim                             | 1er de N1, Poule 3      | 1     |     |
| Stella Sports Saint-Maur           | Île-de-France, Val-de-Marne, Saint-Maur-des-Fossés                          | 1er de N1, Poule 2      | 1     |     |
| Lomme Lille Métropole              | Hauts-de-France, Nord, Lomme                                                | 2e de N1, Poule 2       | 1     |     |
| Mérignac Handball                  | Nouvelle-Aquitaine, Gironde, Mérignac                                       | 1er de D2               | 2     | Oui |
| Handball Plan-de-Cuques            | Provence-Alpes-Côte d'Azur, Bouches-du-Rhône, Plan-de-Cuques                | 2e de D2                | 2     |     |
| Aunis Handball La Rochelle-Périgny | Nouvelle-Aquitaine, Charente-Maritime, Périgny et La Rochelle               | 4e de D2                | 2     |     |
| HBC Celles-sur-Belle               | Nouvelle-Aquitaine, Deux-Sèvres, Celles-sur-Belle                           | 6e de D2                | 2     | Oui |
| Sun A.L. Bouillargues              | Occitanie, Gard, Bouillargues                                               | 11e de D2               | 2     |     |
| AS Cannes-Mandelieu                | Provence-Alpes-Côte d'Azur, Alpes-Maritimes, Cannes et Mandelieu-la-Napoule | 1er de N1, Poule 1      | 2     |     |
| Le Pouzin HB 07                    | Auvergne-Rhône-Alpes, Ardèche, Le Pouzin                                    | 2e de N1, Poule 3       | 2     |     |
| Bergerac PPH                       | Nouvelle-Aquitaine, Dordogne, Bergerac                                      | 2e de N1, Poule 1       | 2     |     |

## Première phase

### Légende
- Qualifié en poule haute.
- Qualifié en poule basse.
- R : Relégué de LFH.
- P : Promu de Nationale 1.
- V : Club VAP.

### Poule 1
|   | Équipe                     | Pts | J  | G | N | P  | Bp  | Bc  | Diff |  | Résultats (dom.\ext.)    | ATH   | Le H. | Vau.  | St M. | Sam.  | Oct.  | N.-G. | Lom.  |
| - | -------------------------- | --- | -- | - | - | -- | --- | --- | ---- |  | ------------------------ | ----- | ----- | ----- | ----- | ----- | ----- | ----- | ----- |
| 1 | Achenheim Truchtersheim P  | 34  | 14 | 9 | 2 | 3  | 387 | 362 | 25   |  | Achenheim Truchtersheim  |       | 21-30 | 26-21 | 32-27 | 35-35 | 30-24 | 30-25 | 28-26 |
| 2 | Le Havre AC R V            | 33  | 14 | 9 | 1 | 4  | 394 | 339 | 55   |  | Le Havre AC              | 23-24 |       | 31-20 | 19-20 | 35-27 | 24-18 | 30-20 | 32-28 |
| 3 | ASUL Vaulx-en-Velin        | 32  | 14 | 9 | 0 | 5  | 417 | 388 | 29   |  | ASUL Vaulx-en-Velin      | 30-33 | 26-25 |       | 27-33 | 42-27 | 32-29 | 35-25 | 35-27 |
| 4 | Stella Sports Saint-Maur P | 31  | 14 | 8 | 1 | 5  | 373 | 372 | 1    |  | Stella Sports Saint-Maur | 26-25 | 17-27 | 22-30 |       | 31-29 | 26-20 | 30-22 | 32-27 |
| 5 | Sambre Avesnois HB         | 30  | 14 | 7 | 2 | 5  | 414 | 419 | -5   |  | Sambre Avesnois HB       | 27-27 | 41-31 | 24-29 | 31-30 |       | 27-26 | 33-26 | 31-27 |
| 6 | HB Octeville-sur-Mer       | 25  | 14 | 5 | 1 | 8  | 339 | 357 | -18  |  | HB Octeville-sur-Mer     | 17-23 | 25-26 | 26-28 | 23-23 | 27-26 |       | 23-20 | 24-23 |
| 7 | Entente Noisy Gagny        | 25  | 14 | 5 | 1 | 8  | 364 | 375 | -11  |  | Entente Noisy Gagny      | 26-23 | 25-25 | 32-23 | 30-24 | 27-29 | 22-26 |       | 36-21 |
| 8 | Lomme Lille MH P           | 14  | 14 | 0 | 0 | 14 | 365 | 441 | -76  |  | Lomme Lille MH           | 25-30 | 27-36 | 28-39 | 30-32 | 26-27 | 27-31 | 23-28 |       |

### Poule 2
|   | Équipe                  | Pts | J  | G  | N | P  | Bp  | Bc  | Diff |  | Résultats (dom.\ext.)   | Pl. C. | Cel.  | La R. | Mér.  | Can.  | Le P. | Bou.  | Ber.  |
| - | ----------------------- | --- | -- | -- | - | -- | --- | --- | ---- |  | ----------------------- | ------ | ----- | ----- | ----- | ----- | ----- | ----- | ----- |
| 1 | Handball Plan-de-Cuques | 36  | 14 | 10 | 2 | 2  | 441 | 365 | 76   |  | Handball Plan-de-Cuques |        | 25-25 | 36-33 | 31-21 | 34-28 | 37-29 | 30-25 | 32-17 |
| 2 | HBC Celles-sur-Belle V  | 34  | 14 | 9  | 2 | 3  | 362 | 315 | 47   |  | HBC Celles-sur-Belle    | 25-27  |       | 31-21 | 19-23 | 23-23 | 32-28 | 28-22 | 35-17 |
| 3 | AHB La Rochelle Périgny | 32  | 14 | 8  | 2 | 4  | 428 | 402 | 26   |  | AHB La Rochelle Périgny | 33-33  | 29-22 |       | 32-26 | 20-0  | 29-35 | 27-20 | 42-29 |
| 4 | Mérignac Handball V     | 31  | 14 | 8  | 1 | 5  | 420 | 371 | 49   |  | Mérignac Handball       | 31-24  | 19-22 | 36-23 |       | 26-26 | 35-30 | 35-27 | 37-18 |
| 5 | AS Cannes Mandelieu P   | 26  | 14 | 5  | 3 | 6  | 382 | 369 | 13   |  | AS Cannes Mandelieu     | 25-32  | 21-22 | 32-35 | 35-27 |       | 26-29 | 27-18 | 41-32 |
| 6 | Le Pouzin HB 07 P       | 25  | 14 | 5  | 1 | 8  | 428 | 418 | 10   |  | Le Pouzin HB 07         | 27-28  | 22-24 | 34-35 | 34-33 | 30-30 |       | 27-29 | 31-21 |
| 7 | Sun A.L. Bouillargues   | 24  | 14 | 5  | 0 | 9  | 352 | 399 | -47  |  | Sun A.L. Bouillargues   | 26-25  | 18-28 | 29-30 | 28-29 | 23-34 | 33-31 |       | 27-26 |
| 8 | Bergerac 2P HB P        | 15  | 14 | 0  | 1 | 13 | 327 | 501 | -174 |  | Bergerac 2P HB          | 20-47  | 20-26 | 39-39 | 22-42 | 18-34 | 26-41 | 22-27 |       |

## Deuxième phase

### Poule haute
Le club classé premier est sacré champion de deuxième division. Le meilleur club ayant le statut VAP accède à la Division 1.
|   | Équipe                    | Pts | J  | G  | N | P  | Bp  | Bc  | Diff |  | Résultats (dom.\ext.)    | Mér.  | Cel.  | Pl. C. | ATH   | Le H. | Vau.  | St-M. | La R. |
| - | ------------------------- | --- | -- | -- | - | -- | --- | --- | ---- |  | ------------------------ | ----- | ----- | ------ | ----- | ----- | ----- | ----- | ----- |
| 1 | Mérignac Handball V       | 36  | 14 | 11 | 0 | 3  | 384 | 345 | 39   |  | Mérignac Handball        |       | 19-22 | 31-24  | 31-26 | 25-19 | 31-25 | 24-18 | 36-23 |
| 2 | HBC Celles-sur-Belle V    | 35  | 14 | 10 | 1 | 3  | 358 | 325 | 33   |  | HBC Celles-sur-Belle     | 19-23 |       | 25-27  | 31-23 | 29-26 | 28-25 | 30-26 | 31-21 |
| 3 | Handball Plan-de-Cuques   | 34  | 14 | 8  | 4 | 2  | 407 | 375 | 32   |  | Handball Plan-de-Cuques  | 31-21 | 25-25 |        | 31-27 | 24-24 | 25-25 | 33-20 | 36-33 |
| 4 | Achenheim Truchtersheim P | 25  | 14 | 5  | 1 | 8  | 369 | 395 | -26  |  | Achenheim Truchtersheim  | 23-27 | 19-26 | 25-29  |       | 21-30 | 26-21 | 32-27 | 33-31 |
| 5 | Le Havre AC R V           | 25  | 14 | 5  | 1 | 8  | 375 | 343 | 32   |  | Le Havre AC              | 29-31 | 21-23 | 28-31  | 23-24 |       | 31-20 | 19-20 | 41-26 |
| 6 | ASUL Vaulx-en-Velin       | 25  | 14 | 5  | 1 | 8  | 388 | 398 | -10  |  | ASUL Vaulx-en-Velin      | 25-27 | 20-24 | 32-28  | 30-33 | 26-25 |       | 27-33 | 44-35 |
| 7 | Stella Sports Saint-Maur  | 22  | 14 | 4  | 0 | 10 | 360 | 403 | -43  |  | Stella Sports Saint-Maur | 29-32 | 21-23 | 26-30  | 26-25 | 17-27 | 22-30 |       | 36-29 |
| 8 | AHB La Rochelle Périgny   | 22  | 14 | 3  | 2 | 9  | 422 | 479 | -57  |  | AHB La Rochelle Périgny  | 32-26 | 29-22 | 33-33  | 32-32 | 26-32 | 30-38 | 42-39 |       |

### Poule basse
Les clubs aux quatre dernières places — soit la moitié des participants à cette poule — sont relégués en Nationale 1.
|   | Équipe                | Pts | J  | G  | N | P  | Bp  | Bc  | Diff |  | Résultats (dom.\ext.) | Sam.  | Oct.  | Le P. | Bou.  | Can.  | N.-G. | Lom.  | Ber.  |
| - | --------------------- | --- | -- | -- | - | -- | --- | --- | ---- |  | --------------------- | ----- | ----- | ----- | ----- | ----- | ----- | ----- | ----- |
| 1 | Sambre Avesnois HB    | 34  | 14 | 10 | 0 | 4  | 445 | 413 | 32   |  | Sambre Avesnois HB    |       | 27-26 | 40-28 | 36-31 | 36-33 | 33-26 | 31-27 | 41-28 |
| 2 | HB Octeville-sur-Mer  | 34  | 14 | 10 | 0 | 4  | 351 | 324 | 27   |  | HB Octeville-sur-Mer  | 27-26 |       | 26-18 | 21-19 | 18-21 | 23-20 | 24-23 | 23-19 |
| 3 | Le Pouzin HB 07 P     | 33  | 14 | 9  | 1 | 4  | 427 | 380 | 47   |  | Le Pouzin HB 07       | 38-29 | 31-27 |       | 27-29 | 30-30 | 29-25 | 38-25 | 31-21 |
| 4 | Sun A.L. Bouillargues | 32  | 14 | 9  | 0 | 5  | 363 | 369 | -6   |  | Sun A.L. Bouillargues | 32-28 | 30-24 | 33-31 |       | 23-34 | 22-21 | 26-24 | 27-26 |
| 5 | AS Cannes Mandelieu P | 31  | 14 | 8  | 1 | 5  | 412 | 346 | 66   |  | AS Cannes Mandelieu   | 29-26 | 18-19 | 26-29 | 27-18 |       | 22-24 | 33-21 | 41-32 |
| 6 | Entente Noisy Gagny   | 28  | 14 | 7  | 0 | 7  | 355 | 339 | 16   |  | Entente Noisy Gagny   | 27-29 | 22-26 | 22-25 | 22-17 | 26-24 |       | 36-21 | 26-23 |
| 7 | Lomme Lille MH P      | 18  | 14 | 2  | 0 | 12 | 364 | 434 | -70  |  | Lomme Lille MH        | 26-27 | 27-31 | 21-31 | 26-29 | 26-40 | 23-28 |       | 40-34 |
| 8 | Bergerac 2P HB P      | 14  | 14 | 0  | 0 | 14 | 355 | 467 | -112 |  | Bergerac 2P HB        | 35-36 | 23-36 | 26-41 | 22-27 | 18-34 | 22-30 | 26-34 |       |

## Classement final
| Rang | Équipe                     | 1re phase    | Remarque               |
| ---- | -------------------------- | ------------ | ---------------------- |
| 1er  | Mérignac Handball V        | 4e, poule 2  | Promu en LFH           |
| 2e   | HBC Celles-sur-Belle V     | 2e, poule 2  |                        |
| 3e   | Handball Plan-de-Cuques    | 1re, poule 2 |                        |
| 4e   | Achenheim Truchtersheim P  | 1re, poule 1 |                        |
| 5e   | Le Havre AC R V            | 2e, poule 1  |                        |
| 6e   | ASUL Vaulx-en-Velin        | 3e, poule 1  |                        |
| 7e   | Stella Sports Saint-Maur P | 4e, poule 1  |                        |
| 8e   | AHB La Rochelle Périgny    | 3e, poule 2  |                        |
| 9e   | Sambre Avesnois HB         | 5e, poule 1  |                        |
| 10e  | HB Octeville-sur-Mer       | 6e, poule 1  |                        |
| 11e  | Le Pouzin HB 07 P          | 6e, poule 2  |                        |
| 12e  | Sun A.L. Bouillargues      | 7e, poule 2  |                        |
| 13e  | AS Cannes Mandelieu P      | 5e, poule 2  | Relégué en Nationale 1 |
| 14e  | Entente Noisy Gagny        | 7e, poule 1  | Relégué en Nationale 1 |
| 15e  | Lomme Lille MH P           | 8e, poule 1  | Relégué en Nationale 1 |
| 16e  | Bergerac 2P HB P           | 8e, poule 2  | Relégué en Nationale 1 |

## Classement des buteuses
| Rang | Joueuse               | Club                         | Buts | MJ | Moy. |
| ---- | --------------------- | ---------------------------- | ---- | -- | ---- |
| 1    | Sabrina Abdellahi     | Sambre Avesnois Handball     | 170  | 21 | 8,10 |
| 2    | Audrey Deroin         | Mérignac Handball            | 159  | 22 | 7,23 |
| 3    | Laura Ceccaldi        | Le Pouzin HB 07              | 154  | 22 | 7,00 |
| 4    | Élise Delorme         | Aunis HB La Rochelle-Périgny | 140  | 22 | 6,36 |
| 5    | Dalila Abdesselam     | Achenheim Truchtersheim      | 139  | 22 | 6,32 |
| 6    | Justine Joly          | AS Cannes Mandelieu          | 132  | 21 | 6,29 |
| 7    | Adeline Bournez       | Sambre Avesnois Handball     | 132  | 21 | 6,29 |
| 8    | Diane Nguekwian Yimga | Stella Sports Saint-Maur     | 130  | 21 | 6,19 |
| 9    | Stine Svangaard       | Le Havre AC                  | 126  | 21 | 6,00 |
| 10   | Chloé Roelandt        | Sun A.L. Bouillargues        | 118  | 20 | 5,90 |

## Bilan de la saison
| Tableau d'honneur de la saison 2018-2019 |                                                                       |
| Compétition                              | Vainqueur                                                             |
| Champion de France de D2                 | Mérignac Handball                                                     |
| Promotions et relégations                |                                                                       |
| Promu en LFH                             | Mérignac Handball                                                     |
| Relégué de LFH                           | HBCSA Porte du Hainaut                                                |
| Relégué en Nationale 1                   | AS Cannes Mandelieu Entente Noisy Gagny Lomme Lille MH Bergerac 2P HB |
| Promu de Nationale 1                     | CA Bègles Saint-Grégoire RMHB Palente Besançon HB HB Clermont AM 63   |